# Череповский, Евгений Николаевич

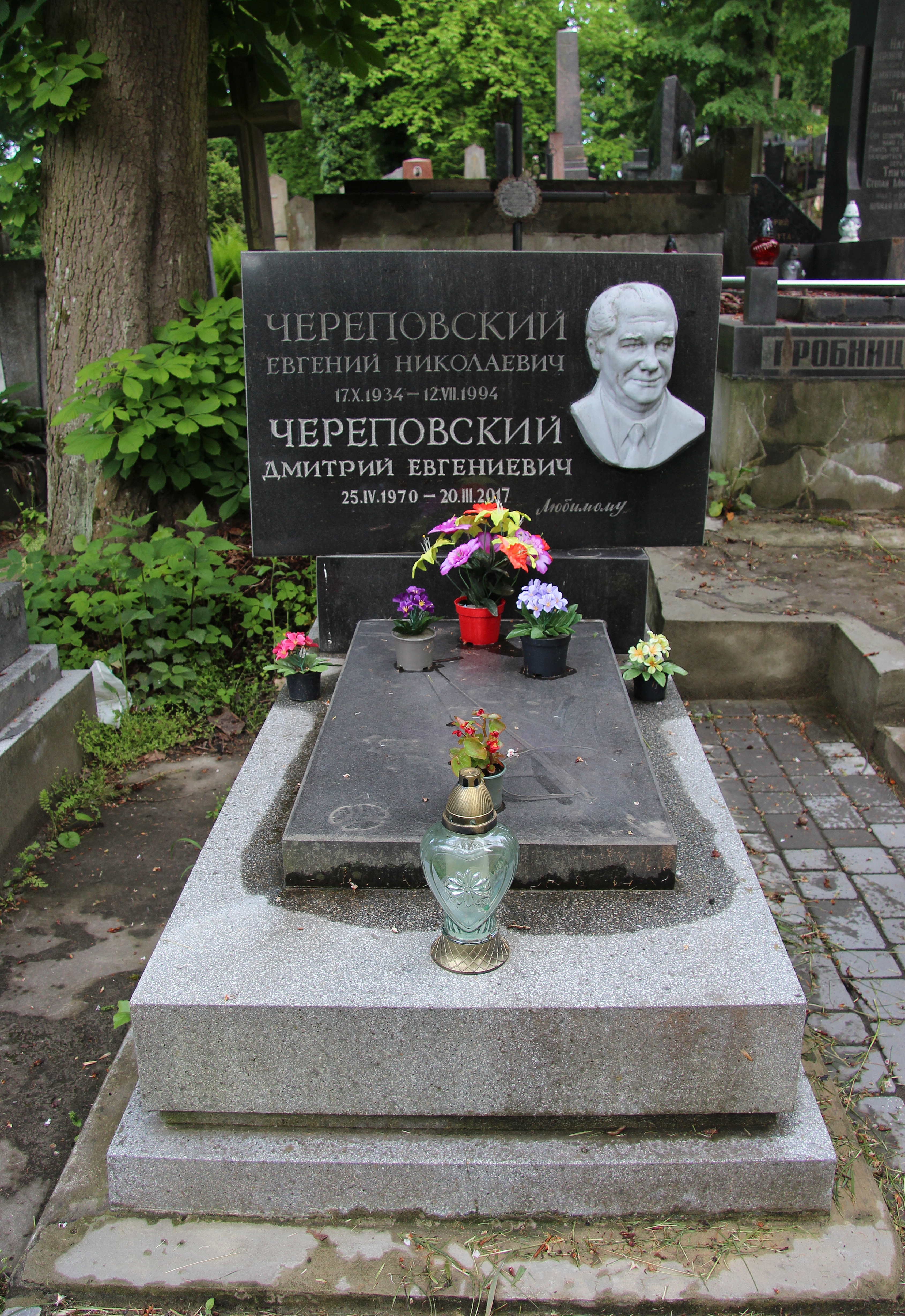

Евгений Николаевич Череповский (укр. Євген Миколайович Череповський; 17 октября 1934, Харьков, УССР, СССР — 12 июля 1994, Львов, Украина) — украинский советский фехтовальщик, бронзовый призёр XVI Летних Олимпийских игр в Мельбурне (1956), участник двух летних олимпиад: 1956 и 1960. Мастер спорта СССР.

## Биография
Родился 17 октября 1934 года в Харькове. 
Окончил Львовский ГИФК. Выступал в соревнованиях по фехтованию на саблях. Выступал за команду «Буревестник» (Львов). Ученик заслуженного тренера СССР В. А. Андриевского.
В 1955 году стал бронзовым призёром чемпионата мира в Риме в командном первенстве.
В 1956 году стал бронзовым призёром XVI Летних Олимпийских в командном первенстве. 
В 1959 году во второй раз стал бронзовым призёром чемпионата мира в Будапеште в командном первенстве.
В 1961 году стал серебряным призёром чемпионата мира в Турине в командном первенстве. 
Ушёл из жизни 12 июля 1994 года. Похоронен на 61-м участке Лычаковского кладбища во Львове.

## Награды
- Медаль «За трудовую доблесть» (27.04.1957) — за успехи, достигнутые в деле развития массового физкультурного движения в стране, повышения мастерства советских спортсменов, и успешное выступление на международных соревнованиях